# La Orilla
La Orilla es una localidad del estado mexicano de Michoacán de Ocampo, forma parte del municipio de Lázaro Cárdenas del que tiene el carácter de tenencia y se encuentra completamente conurbado con la ciudad de Las Guacamayas y Ciudad Lázaro Cárdenas. El Aeropuerto Nacional de Lázaro Cárdenas se encuentra ubicado en el área urbana de la población, así como en Las Guacamayas.

## Demografía
Según datos del Instituto Nacional de Estadística y Geografía en el Censo General de Población y Vivienda de 2020 La Orilla cuenta con una población de 27 291 habitantes, de los cuales 13 727 son hombres y 13 564 son mujeres. Por su población es la 19.ª ciudad más poblada de Michoacán y la 2.ª ciudad más poblada que no es cabecera municipal. Cabe mencionar que actualmente acapara toda la nueva población del puerto de Ciudad Lázaro Cárdenas ya que se encuentran totalmente conurbadas pero con la extensión hacia la mancha urbana hacia La Orilla.
Fue fundada como una hacienda en la década de 1940 y por casi 30 años quedó deshabitada, logrando tener población permanente y urbanizándose a partir de la década de 1970 como consecuencia del boom económico que trajo el descubrimiento del hierro en las minas cercanas.

### Población de La Orilla 1910-2020
| Gráfica de evolución demográfica de La Orilla entre 1910 y 2020                                   |
|                                                                                                   |
| Población de los censos del Instituto Nacional de Estadística y Geografía (INEGI) de 1910 a 2020. |